# Condado de Vega Mar
El condado de Vega Mar es un título nobiliario español creado por real decreto de 20 de noviembre de 1846 y real despacho de 12 de mayo de 1847, por la reina Isabel II a favor de Carlos Guillermo José Drake y Núñez del Castillo Spence Pérez de Abreu y Sucre.

## Condes de Vega Mar
|                        | Titular                                                                   | Periodo                |
| Creación por Isabel II | Creación por Isabel II                                                    | Creación por Isabel II |
| ---------------------- | ------------------------------------------------------------------------- | ---------------------- |
| I                      | Carlos Guillermo Drake y Núñez del Castillo Spence Pérez de Abreu y Sucre | 1847-1870              |
| II                     | Carlos José Drake y de la Cerda                                           | 1870-1922              |
| III                    | Carlos María Drake y Redondo                                              | 1922-1937              |
| IV                     | Juan Antonio Drake y Drake                                                | 1953-1972              |
| V                      | Juan Antonio Drake y Thomas                                               | 1973-2012              |
| VI                     | María del Carmen Drake y Thomas                                           | 2016-actualidad        |

## Historia de los condes de Vega Mar
- Carlos Guillermo José Drake y Núñez del Castillo Spence Pérez de Abreu y Sucre (La Habana, 16 de febrero de 1802 - ?), I conde de Vega Mar, "para sí, sus hijos y sucesores", "para vos, vuestros hijos y sucesores nacidos de legítimo matrimonio por el orden de sucesión regular cada uno en su respectivo tiempo y lugar perpetuamente", según consta expresamente en la carta de concesión y en el real despacho, en el que se expresa que así se concede, y que forman parte del expediente del título del Archivo General del Ministerio de Justicia, I vizconde de Escambray, caballero Maestrante de Sevilla, caballero de la Orden de Santiago, diputado permanente en la Corte de la ciudad de La Habana, gran-cruz de la Real y Americana Orden de Isabel la Católica, enviado extraordinario de la Junta de Fomento de Agricultura y Comercio de Cuba, gentilhombre de cámara de Su Majestad Católica, senador del Reino vitalicio. Era hijo de James Drake Spence, natural de Axminster, condado de Devon, Inglaterra, Gran Bretaña, donde nació el 30 de marzo de 1765, estableciéndose en Cádiz en 1792 como comerciante de vinos, donde solicitó en 1793 permiso para desplazarse a Cartagena de Indias, aunque finalmente fue en Cuba donde se radicó, dedicándose al comercio de la caña de azúcar, fletamento de buques, y negocios bancarios, estableciendo sucursales en Londres y Liverpool. Ingresó como caballero Maestrante de Sevilla tras acreditar su noble ascendencia, contrayendo matrimonio con Carlota Núñez del Castillo Pérez de Abreu y Sucre, natural de la localidad de San Felipe y Santiago de Bejucal, Cuba, nieta de los marqueses de San Felipe y Santiago, una de las familias más poderosas de la Cuba colonial, titulares del primer señorío de vasallos de la isla. Tras el fallecimiento de su esposa en 1828, James (Santiago) Drake Spence se trasladó junto con parte de sus hijos a París en 1830, donde residió y falleció el 16 de enero de 1838.

El concesionario del título, contrajo matrimonio canónico en Irún el 21 de agosto de 1847 con Virginia de la Cerda Gand-Villain Palafox y de La Rochefoucauld, VIII marquesa de Eguarás, que nació el 18 de abril de 1824 en Madrid, donde falleció el 3 de diciembre de 1909, hija de José Máximo de la Cerda y Palafox Cernesio y Portocarrero, XI marqués de Fuente Sol, VIII marqués de Bárboles, VII marqués de Eguaras, VIII conde de Parcent, VIII conde de Contamina, VIII conde de San Clemente, VII conde de Bureta, conde del Villar, X vizconde de Mendinueta, grande de España, y de su esposa Marie Louise Gand-Villain y de La Rochefoucauld, condesa del Sacro Imperio Romano, vizcondesa de Gand e de Sailly, baronesa de Rouy, grande de España, hija esta a su vez de Francisco Carlos Gand-Vilain y Desforez, conde del Sacro Imperio Romano, vizconde de Gand y de Sailly, barón de Rouy, grande de España, teniente general de los ejércitos españoles durante la Guerra de Independencia, y de su esposa María Josefa de La Rochefoucauld y Bayer, hija de los príncipes de La Rochefoucauld, emigrados a España a consecuencia de la Revolución Francesa. La marquesa de Eguarás residió durante su infancia en París, al trasladarse allí su padre en servicio del infante Francisco de Borbón, del que era su primer intendente, hasta el año 1832 en el que fijaron su residencia en Madrid. En la capital francesa convivió más tarde con su prima Eugenia de Montijo, condesa de Teba y consorte de Napoleón III, donde conoce a su futuro marido, cuya familia también se había desplazado a París en 1830 desde su Cuba natal, donde se instalaron su padre James Drake Spence (también conocido como Santiago) y sus hijas. Con este enlace entronca con el linaje "De la Cerda", Casa Ducal de Medinaceli, descendientes de los reyes de Castilla, y de los Conde-Duques de Parcent, así como por la familia Palafox Portocarrero se entronca con los ilustres linajes de los Príncipes de Croÿ de Havre, con quien a su vez enlaza con los linajes de las familias Sforza, de la Rovere y de'Medici en Italia. Se instalaron en Madrid en la Plaza de las Salesas, con propiedades en Aranjuez y en la provincia de Guadalajara, donde adquirieron al duque de Osuna el mayor latifundio de Castilla. No obstante, mantuvo su conexión con la isla de Cuba de la que era su representante en la Corte, y donde poseía los ingenios azucareros Saratoga y Júcaro. Al concesionario le sucedió en la posesión del título referido su hijo primogénito:
- Carlos Drake de la Cerda (Madrid, 1 de junio de 1848 - Guadalajara, 12 de febrero de 1921), IX marqués de Eguarás, II Conde de Vega Mar, por virtud de real carta de sucesión de 23 de diciembre de 1870.

Contrajo matrimonio en Madrid el 28 de abril de 1873 con Rosa Redondo Guerrero (Berja, provincia de Almería - ?), del cual nacieron sus hijos Carlos Drake Redondo, X marqués de Eguaras, III Conde de Vegamar, que falleció sin descendencia, y Emilio Drake Redondo:
- Carlos Drake Redondo (7 de septiembre de 1877 - 23 de diciembre de 1937), X marqués de Eguarás, III Conde de Vega Mar, sucedió a su padre en la posesión de la merced por real carta de sucesión otorgada el día 6 de abril de 1922 y por real orden de 21 de abril de 1922 se mandó expedir real carta de sucesión, que fue publicada en la Gaceta de Madrid del 25 de julio de 1922. Su hermano Emilio Drake Redondo (21 de agosto de 1881 - Madrid, 4 de junio de 1972), XI marqués de Eguarás, contrajo matrimonio en primeras nupcias el 3 de febrero de 1904 con María del Carmen Sánchez del Villar y Palma, del cual nacieron cinco hijos e hijas, y posteriormente casó en segundas nupcias el 25 de noviembre de 1911 con su prima Antonia Drake y Fernández-Durán, hija de los marqueses de Cañada Honda, con la que tuvo nueve hijos e hijas más. Le sucedió su sobrino paterno, hijo del segundo matrimonio de su hermano:

- Juan Antonio Drake y Drake (23 de abril de 1914 - 5 de noviembre de 1972), instó la sucesión de modo provisional por medio de la Diputación de la Grandeza de España, y con posterioridad solicitó al ministerio de Justicia el 28 de enero de 1949 la sucesión en el título de IV conde de Vega Mar, que se concedió tras tramitar el correspondiente expediente administrativo, en el que interesaba la convalidación de las actuaciones ante la mencionada Diputación, y obteniendo la convalidación de dicha sucesión por Decreto de 6 de marzo de 1953, siendo publicado en el BOE el día 15 de marzo de 1953, y se le expidió la carta de sucesión el 6 de abril de 1956.

Contrajo matrimonio en Madrid el 17 de diciembre de 1941 con María del Carmen Thomas Arrizabalaga, del cual nacieron seis hijos e hijas. Le sucedió su hijo:
- Juan Antonio Drake y Thomas (6 de mayo de 1946 - 31 de diciembre de 2012), V conde de Vega Mar, que tras fallecer su padre, solicitó el 12 de junio de 1973 la sucesión en el condado de Vega Mar, resolviéndose el expediente mediante decreto de fecha 31 de octubre de 1973, por el que se concedía la carta de sucesión, que se publicó en el BOE de fecha 12 de noviembre de 1973.

Le sucedió su hermana:
- María del Carmen Drake y Thomas, VI condesa de Vega Mar.